# 正規軍
正規軍（せいきぐん）は、国家・政府による正式・公式な軍隊（陸軍）のことである。対義語は民兵や私兵。通常、核となる常に武装している現役、それを非常時に補う予備役から成る。
正規軍には、以下の2種があり得る。
1. 徴兵軍 - （常備役部隊にも予備役部隊にも配属され得る）徴兵、そして志願兵、職業軍人から成る。
2. 職業軍 - （徴兵のいない）志願兵および職業軍人のみから成る。

アメリカ合衆国における「正規軍」とは、アメリカ陸軍州兵などの予備役部門を除く職業・常備軍・実任務活動中の軍隊を意味する。